# 第1水陸機動連隊
第1水陸機動連隊（だいいちすいりくきどうれんたい、1st Amphibious Rapid Deployment Regiment）は、陸上自衛隊相浦駐屯地（長崎県佐世保市）に駐屯する水陸機動団隷下の連隊（軽）である。前身は「西部方面普通科連隊」。

## 概要
水陸機動団の主力部隊の一つであり、3個普通科中隊および対戦車中隊を基幹としている。両用戦部隊として、島嶼防衛・奪還を任務としており、西部方面普通科連隊を改編し設置された。改編に際し、西部方面隊から水陸機動団へと隷属が変更されている。
西部方面普通科連隊は、西部方面隊の直轄部隊として、島嶼の防衛、奪還を目的とした上陸作戦訓練を実施していた。主任務としては隠密裏の潜入、遊撃による陣地構築の妨害、通信の遮断、情報収集および逆上陸部隊の誘導であり、フォース･リーコンに類似した性格を有していることから、アメリカ海兵隊と重ねる報道もあった。両用戦能力の向上のために、アメリカ海兵隊との共同演習も実施してきていた。このため、第1水陸機動連隊の編成にあたっては、上陸戦能力に長けた西部方面普通科連隊を改編することによって行われた。

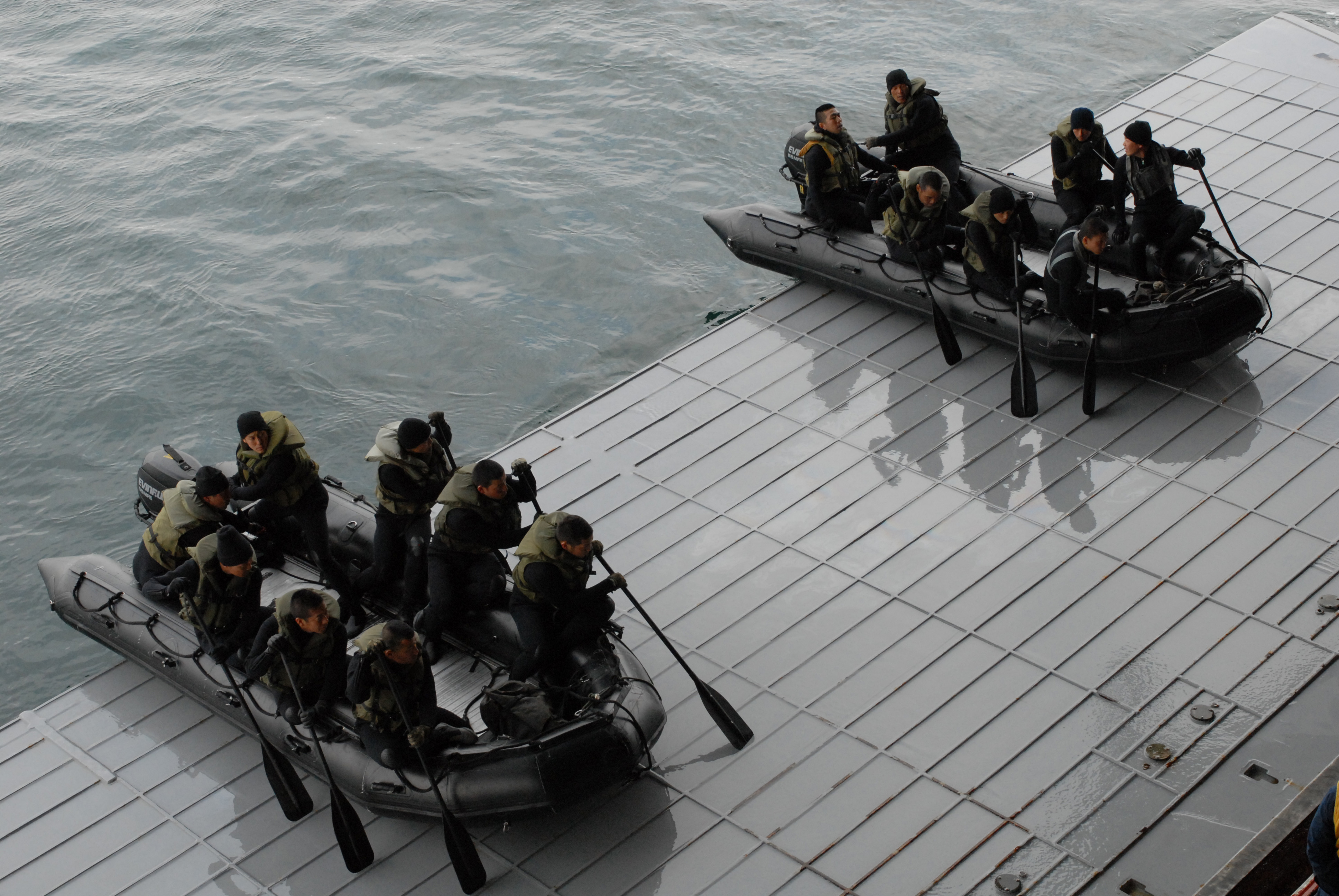
強襲揚陸艦「マキン・アイランド」のウェルドックで撮影された、複合艇を用いた訓練を行う西部方面普通科連隊隊員

### 西部方面普通科連隊設立の経緯

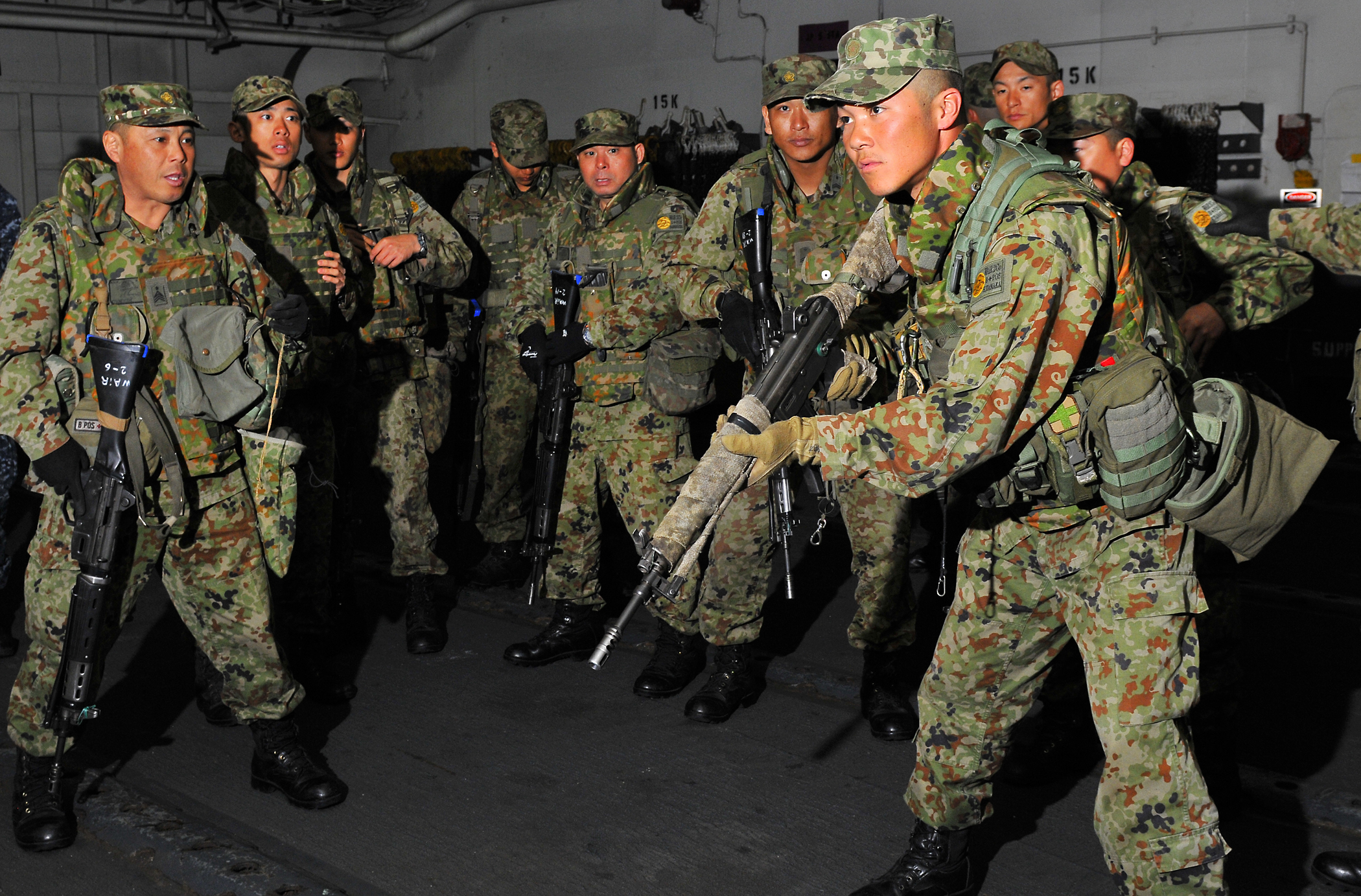
強襲揚陸艦「ペリリュー」のハンガーデッキ内で89式小銃を使用した訓練を行う西部方面普通科連隊第2中隊（WAiR2Co）の隊員。

西部方面隊は九州、沖縄の防衛を担任しており、対馬から与那国島までの南北1,200km、東西900kmにも及ぶ広大な守備範囲を持つ。有人無人合わせて2,600あまりの島を抱え、不安定の弧の東端である朝鮮半島、中華人民共和国、台湾と海を挟んで接している。離島が敵対勢力に攻撃される場合、未然に上陸を防ぐのは困難な場合があるため、占領された離島を奪還するための先遣部隊として2002年（平成14年）3月に創設された。

### 西部方面普通科連隊の特徴
西部方面総監直轄の普通科連隊として、普通科3個中隊からなる。通称西普連と呼ばれることが多いが、英語表記の頭文字からWAiR（ワイアー、ウェイヤー）と呼ばれた（連隊隊舎入口にはWAiRと表記されている）。五島列島の方言「ばらもん」（「活発で元気のいい」の意）からバラモン部隊とも。
レンジャー小隊に限らず、通常の隊員もレンジャーの有資格者が多く、一線に立つ隊員のほぼ全員が、水路潜入訓練など特別な訓練を行っている。第1空挺団が落下傘降下又はヘリコプターにより空から敵後方に侵入するのに対して、WAiRはヘリコプター空輸やヘリキャスティングによる海中への降下とそれに続くゴムボート等の上陸用舟艇を使っての離島への潜入、または強襲を行う。運用に関しての詳細は公開されていないが、防衛白書の広報文によれば、海岸から10km程度離れた沖合いからゴムボートを使って水路潜入したり、ヘリコプターによるヘリボーンで島々を移動するとされている。ヘリコプターからの強襲の際は、西部方面航空隊や沖縄の第15ヘリコプター隊を用い、海からの強襲の際は、海上自衛隊のおおすみ型輸送艦に搭載可能なエアクッション艇1号型（LCAC）などを用いる。増援部隊の強襲に先立って当該離島に潜入し、偵察による情報収集などの工作活動で強襲の下準備をすることも想定していた。西部方面普通科連隊を特殊部隊として位置づけるかは資料によって異なるが、同部隊にあるレンジャー小隊所属隊員に対しては、特殊部隊向けの給与制度である「特殊作戦隊員手当」が適用されている。。創設前から西部方面隊担任地域にある島々の地誌について組織を挙げて情報収集し、密林と山岳地形が特徴である日本の離島でのゲリラ戦に対処する特殊部隊として注目されてはいたが、創設から間もない2002年5月～7月にかけての時期に3人の陸曹の自殺が明らかになったため国会議員の調査が入り、その過程で特殊部隊としての性格が大きくクローズアップされることとなった。
当初は、米中間における軍事的衝突の潜在的可能性がある沖縄県に駐屯する計画であったが、中国や沖縄県内での軍事活動に過敏な沖縄県民に対して刺激が強すぎるとの政治的配慮に基づき、縦深性を確保しつつ、五島列島や男女群島、壱岐島、対馬を臨み、艦艇やヘリコプターによる緊急展開にも有利な長崎・佐世保市に落ち着いた。
創隊にあたっては、地元の商店街からの要望で、商店街を通過する記念パレードが行われた。当初は小銃も携帯する予定だったが、長崎の被爆地としての歴史認識を考慮し、徒手での行進として実施された。後に、本来の姿を見てもらいたいという部隊の意向により、第1空挺団の観閲行進時と同様の保持要領で携行してパレードを行っている。

### 西部方面普通科連隊の編成
660名で構成されており、後方支援職である本部管理中隊を除き、隊員の約7割がレンジャー有資格者である他、海上自衛隊のスクーバ課程の教育も受けている。
部隊は、連隊本部のほか、本部管理中隊、3個普通科中隊、対戦車中隊で構成され、本部管理中隊を除き第1から第3の各中隊はレンジャー小隊を擁しており、自衛隊初の常置レンジャー部隊となった。中隊の編成は、小銃小隊（レンジャー小隊1個を含む）3個、対戦車小隊（中距離多目的誘導弾）、81ミリ迫撃砲小隊および120ミリ迫撃砲小隊各1個からなる。第1空挺団では、36歳までに空挺レンジャー課程を履修できなかった空挺隊員の転属先として、本人の希望があれば優先的にまわされる部隊でもある。
- 西部方面普通科連隊本部
- 本部管理中隊（約60名）
- 第1中隊（約200名）
- 第2中隊（約200名）
- 第3中隊（約200名）

## 沿革
西部方面普通科連隊

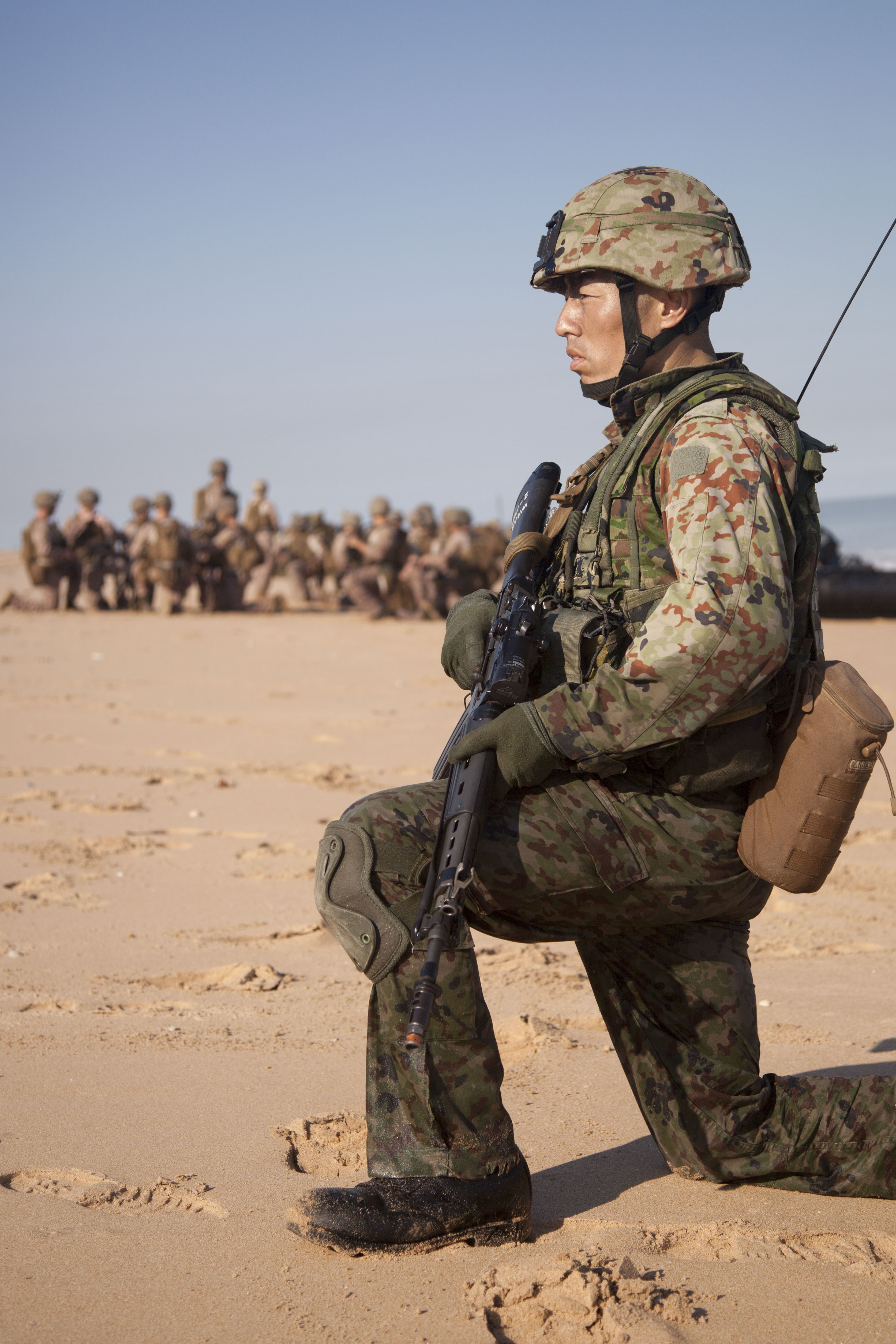
タリスマン・セイバー演習に参加した隊員（2015年）

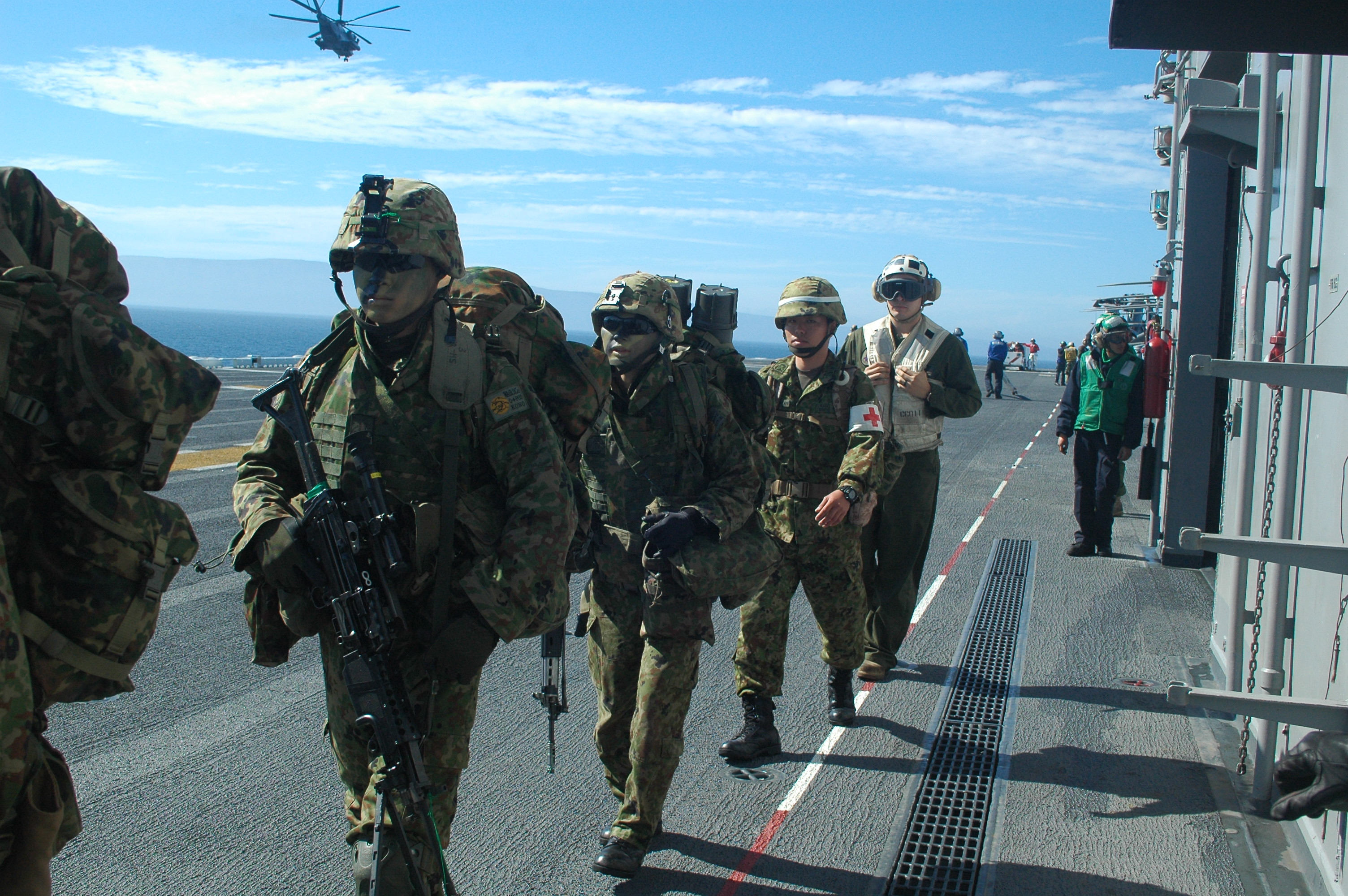
5.56mm機関銃MINIMIを装備した西部方面普通科連隊の隊員（強襲揚陸艦「ペリリュー」甲板上。カリフォルニア州サンクレメンテ島での訓練。）

- 2002年（平成14年）3月27日：西部方面普通科連隊が相浦駐屯地で新編。
- 2003年（平成15年）3月27日：後方支援体制移行に伴い、整備部門を西部方面後方支援隊第301普通科直接支援隊に移管。
- 2005年（平成17年）1月：米国カリフォルニア州キャンプ・ペンドルトンを中心に実施される上陸演習である「アイアンフィスト（鉄拳）」に参加する。これ以降、毎年1月に同演習に連隊は参加する。2011年以降、米軍との共同演習が本格化した。2013年の「アイアンフィスト13」では連隊から約280人、アメリカ海兵隊は約500人が参加する過去最大規模となっている[4]。

※自衛隊イラク派遣では連隊の隊員が派遣部隊に参加している。
- 2010年（平成22年）12月：日米統合演習の中に、日出生台演習場において第1空挺団と初の共同訓練を行う。
- 2013年（平成25年）6月10日 - 26日：米国カリフォルニア州キャンプ・ペンドルトンおよびサンクレメンテ島にて実施される米軍単独であった統合訓練「ドーンブリッツ13」に初めて参加する。事前に機能別訓練が同年5月29日から6月10日まで実施されている。他に海上自衛隊の護衛艦「ひゅうが」（DDH-181）、「あたご」（DDG-177）、輸送艦「しもきた」（LST-4002）が、航空自衛隊からは航空総隊が参加、初めての統合運用による本格的島嶼上陸訓練が実施される[5][6]。演習期間中である同月15日に小野寺五典防衛大臣は「離島防衛のために水陸両用部隊が必要だ」と発言している[7]。同演習期間中の6月24日にはカナダ軍とニュージーランド軍の水陸両用車も参加する大規模のものとなっている[8]。

第1水陸機動連隊
- 2018年（平成30年）3月27日：水陸機動団発足に伴い、西部方面普通科連隊が同団隷下の第1水陸機動連隊に改編。

## 編成
本部管理中隊のほか、3個普通科中隊および対戦車中隊からなる。このほかに、水陸機動団特科大隊の火力誘導中隊から「火力誘導班」が派遣され、陸海空の砲迫・航空火力を誘導を担当する。
- 第1水陸機動連隊本部
- 本部管理中隊「1水機-本」
- 第1普通科中隊「1水機-1」
- 第2普通科中隊「1水機-2」
- 第3普通科中隊「1水機-3」
- 対戦車中隊「1水機-対戦」

## 主要幹部

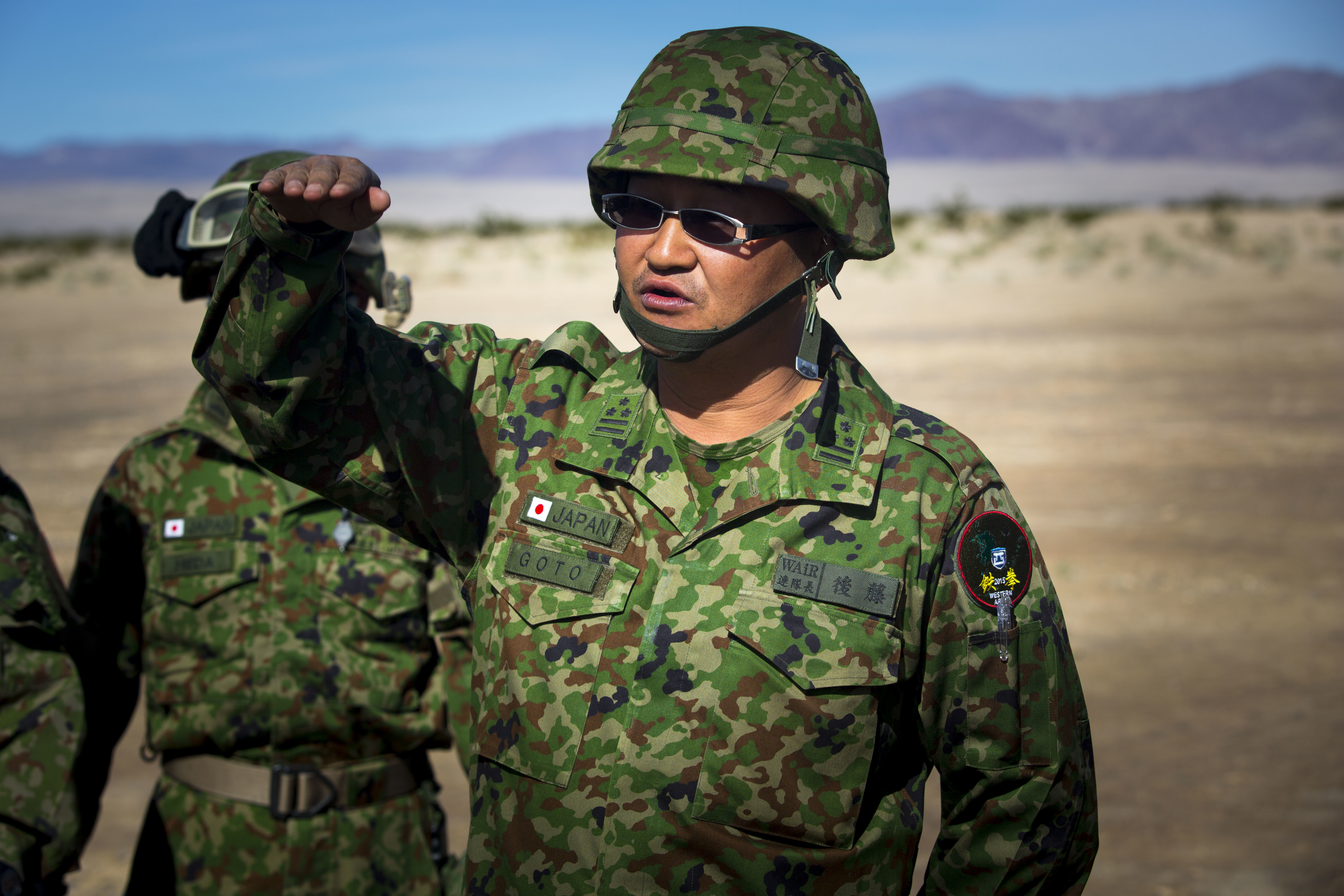
西部方面普通科連隊長当時の後藤義之（2015年）

| 官職名            | 階級    | 氏名     | 補職発令日     | 前職                         |
| ----------------- | ------- | -------- | -------------- | ---------------------------- |
| 第1水陸機動連隊長 | 1等陸佐 | 堀田朗伸 | 2024年08月01日 | 陸上総隊司令部総務部人事課長 |

| 代                   | 氏名                 | 在職期間                        | 前職                                            | 後職                                              |
| 西部方面普通科連隊長 | 西部方面普通科連隊長 | 西部方面普通科連隊長            | 西部方面普通科連隊長                            | 西部方面普通科連隊長                              |
| -------------------- | -------------------- | ------------------------------- | ----------------------------------------------- | ------------------------------------------------- |
| 01                   | 越智正典             | 2002年03月27日 - 2005年03月31日 | 第3教育団本部付                                 | 東北方面総監部総務部長                            |
| 02                   | 山中洋二             | 2005年04月01日 - 2007年07月02日 | 陸上幕僚監部防衛部運用課 特殊作戦室長           | 中部方面総監部防衛部長                            |
| 03                   | 若生明智             | 2007年07月03日 - 2010年03月22日 | 統合幕僚学校教育課教官室学校教官                | 東北方面指揮所訓練支援隊長                        |
| 04                   | 黒澤晃               | 2010年03月23日 - 2012年07月25日 | 第3師団司令部第3部長                            | 統合幕僚監部運用第1課 特殊作戦室長                |
| 05                   | 國井松司             | 2012年07月26日 - 2014年07月31日 | 第1空挺団本部高級幕僚                           | 陸上自衛隊富士学校企画室長                        |
| 06                   | 後藤義之             | 2014年08月01日 - 2016年07月31日 | 西部方面総監部防衛部訓練課長                    | 陸上自衛隊研究本部主任研究開発官                  |
| 07                   | 豊田龍二             | 2016年08月01日 - 2018年03月26日 | 陸上幕僚監部教育訓練部教育訓練課 教育班長       | 第1水陸機動連隊長                                 |
| 第1水陸機動連隊長    |                      |                                 |                                                 |                                                   |
| 01                   | 豊田龍二             | 2018年03月27日 - 2018年07月31日 | 西部方面普通科連隊長                            | 陸上自衛隊教育訓練研究本部 総合企画部総合企画課長 |
| 02                   | 牧瀬孝幸             | 2018年08月01日 - 2020年12月21日 | 第15旅団司令部第3部長                           | 陸上幕僚監部人事教育部厚生課 給与室長             |
| 03                   | 開雅史               | 2020年12月22日 - 2022年07月31日 | 陸上自衛隊教育訓練研究本部                      | 陸上総隊司令部運用部副部長                        |
| 04                   | 西田喜一             | 2022年08月01日 - 2024年07月31日 | 陸上幕僚監部運用支援・訓練部 運用支援課企画班長 | 第15旅団司令部幕僚長                              |
| 05                   | 堀田朗伸             | 2024年08月01日 -                | 陸上総隊司令部総務部人事課長                    |                                                   |

## 主な装備品
- 高機動車
- 1/2tトラック / 73式小型トラック

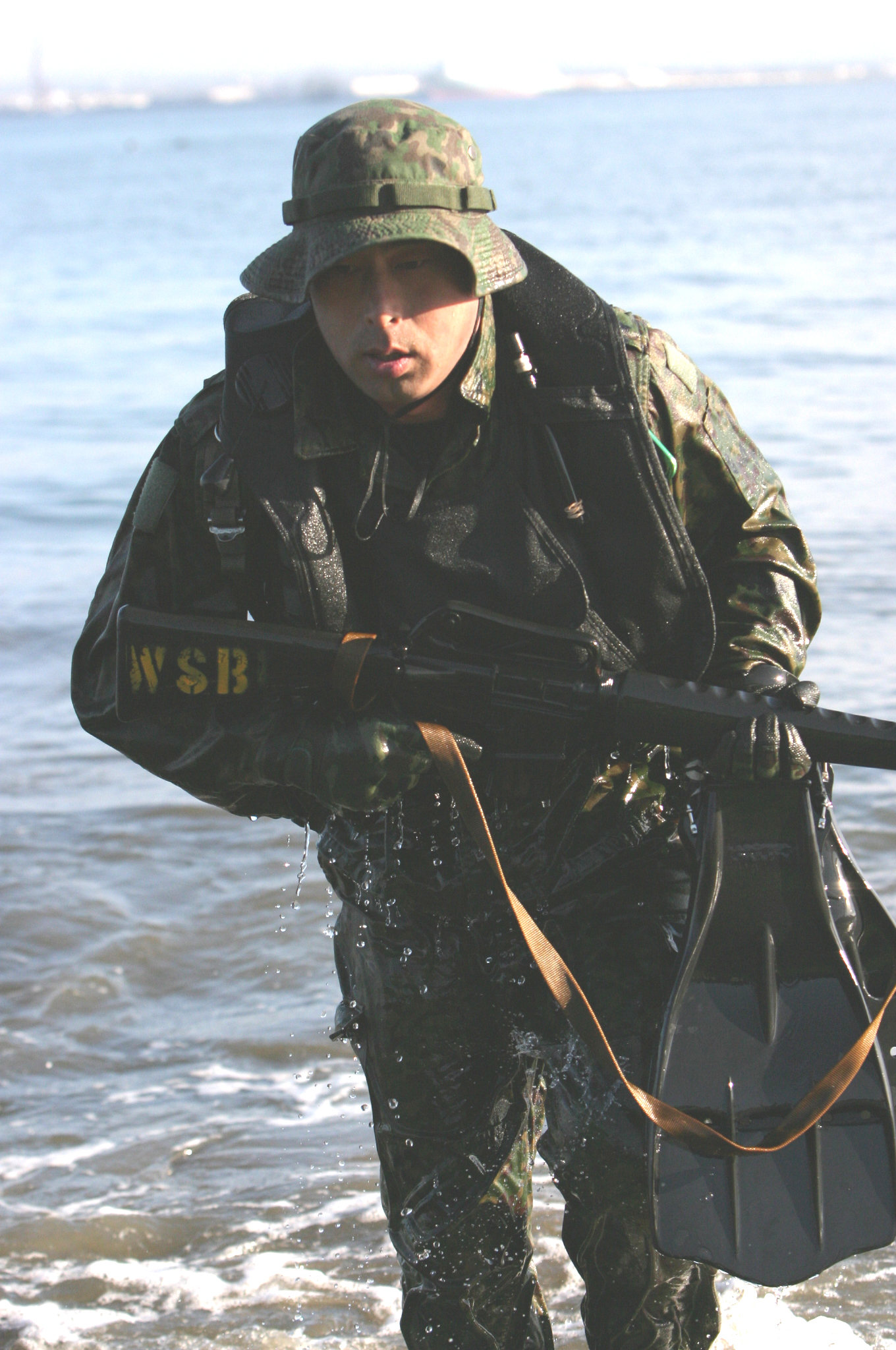
IronFist演習で上訓練を行う隊員。手にしているのは訓練用ラバーガン。

- 1 1/2tトラック / 73式中型トラック
- 3 1/2tトラック / 73式大型トラック
- 9mm機関けん銃
- 89式5.56mm小銃
- 20式5.56mm小銃
- 5.56mm機関銃MINIMI
- 対人狙撃銃　レミントン M24 SWS
- 84mm無反動砲
- M6C-210(60mm迫撃砲)
- L16 81mm 迫撃砲
- 120mm迫撃砲 RT
- 中距離多目的誘導弾
- 空挺用背嚢（1週間程度支援なしで生活できる糧食一式を携帯）
- 登攀用具一式
- 偵察ボート（8人乗）[10]
- CRRC（戦闘強襲偵察用舟艇）：ラバー製ボート
- 水泳斥候（スカウトスィマー）用装備一式
- 隠密行動用戦闘装着セット
- 個人用暗視装置 JGVS-V8
- 防弾チョッキ2型
- 防弾チョッキ3型

イラク派遣時に防暑帽4型として正式採用される以前からブッシュハットを使用しており、防弾機能の無いプロテック社製ヘルメットの使用や、部隊単位、個人単位で購入したとされるチェストリグ、マガジンポーチなどの装備も確認されている。

## 活動内容

### 西部方面普通科連隊
- 2005年（平成17年）9月11日にイラク派遣部隊の活動として防衛庁から公開された『アル・ホールド小学校（サマーワ分校）施工状況確認』の写真の警備担当員の中に、「WAiR」と記入された89式5.56mm小銃を所持した隊員がいた。
- 2006年（平成18年）1月に米カリフォルニア州サンディエゴ近郊にあるコロナド海軍揚陸基地に隊員125人を派遣して、アメリカ海兵隊との島嶼奪還共同対処訓練「Iron Fist(鉄の拳)作戦」を実施した。具体的には海上での偵察の際に用いる偵察泳法の習得、離島への潜入、展開などのノウハウ獲得訓練となっている。この訓練ではあくまで基礎的なノウハウの取得にとどまり、今後より実戦的な訓練が行われるかは未定。
- 2010年（平成22年）12月、この年の日米統合演習の際、日出生台演習場において第一空挺団と初の共同訓練を行い、報道陣に公開した。
- 2011年（平成23年）12月にはTBS系列『報道特集』で、現在問題とされている中国の軍拡と尖閣諸島問題との関連の中で、部隊の任務が紹介され、訓練の一端が公開された。報道では、水泳訓練、各自一週間分の食料と飲料水を携行しての生存自活訓練、至近距離における射撃訓練および狙撃手の育成について伝えられた。また、隊員の頭髪は全員が坊主頭であるが、これは任務中に徒手格闘が生起した場合に、敵に頭髪を掴まれないための配慮であると紹介された[11]。
- 海上自衛隊佐世保警備隊と相互に連携した訓練を実施している。西部方面普通科連隊が陸警隊に基地警備を指導し海自潜水員が西普連に潜水技術を指導している。ほかにも水中処分母船を用いて陸自隊員の輸送を行うなど連携を取っている。
- 中央観閲式においては上陸用舟艇を牽引した高機動車を装備し、車両行進に参加する。
- 自部隊だけでなく、水陸機動団隷下編入予定部隊への水陸両用基本訓練課程を行っており、西部方面特科隊などが西部方面普通科連隊の支援のもと、転換訓練をおこなっている。
- 2017年（平成29年）5月、アメリカ海兵隊とともにフランスの強襲揚陸艦「ミストラル」に乗り組み共同訓練を実施[12]。

## 関連書籍
- 杉山隆男『兵士に告ぐ』小学館、2007年。ISBN 978-4-09-389204-9。